# Tritonal (miscela incendiaria)
Il tritonal è una miscela all'80% di trinitrotoluene (TNT) e di 20% alluminio metallico in polvere, utilizzato attualmente in diversi tipi di bombe come quelle aviolanciate. La polvere di alluminio (specie se di dimensioni micrometriche o nanometriche) aumenta la potenza esplosiva del TNT (la velocità con la quale l'esplosivo sviluppa la sua massima pressione di detonazione). Il Tritonal è all'incirca il 18% più potente rispetto al TNT da solo.
Gli 87 kg di tritonal in una bomba Mark 82 hanno il potenziale di produrre circa 438,98 MJ di energia quando detonati.

### Altri esplosivi
- Amatolo
- Ammonal
- Torpex

### Armi contenenti Tritonal
- GBU-28 "Bunker Buster"